# 89 Dywizja Piechoty (III Rzesza)
89 Dywizja Piechoty (niem. 89. Infanterie-Division) – niemiecka dywizja z czasów II wojny światowej, sformowana na mocy rozkazu z 2 stycznia 1944, w 25. fali mobilizacyjnej na poligonie Bergen w X Okręgu Wojskowym.

## Struktura organizacyjna
- Struktura organizacyjna w styczniu 1944:

1055. i 1056. pułk grenadierów, 189. pułk artylerii, 189. batalion pionierów, 189. oddział przeciwpancerny, 189. oddział łączności;
- Struktura organizacyjna w lipcu 1944:

1055. i 1056. pułk grenadierów, 189. pułk artylerii, 189. batalion pionierów, 189. batalion fizylierów, 189. oddział przeciwpancerny, 189. oddział łączności, 189. polowy batalion zapasowy;
- Struktura organizacyjna w październiku 1944:

1055., 1056. i 1062. pułk grenadierów, 189. pułk artylerii, 189. batalion pionierów, 89. batalion fizylierów, 189. oddział przeciwpancerny, 189. oddział łączności, 189. polowy batalion zapasowy;
- Struktura organizacyjna w kwietniu 1945:

1055. (6. „Oberrhein” pułk grenadierów), 1056. (7. „Oberrhein” pułk grenadierów), 1057. (7. „Oberrhein” pułk grenadierów), sztab 9. „Oberrhein” pułk grenadierów, 189. pułk artylerii, 189. batalion pionierów, 89. oddział przeciwpancerny, 189. oddział łączności. 

## Dowódcy dywizji
- Generalleutnant Conrad – Oskar Heinrichs 10 I 1944 – 8 IX 1944;
- Oberst Karl Rösler 8 IX 1944 – 15 IX 1944;
- Generalmajor Walter Bruns 15 IX 1944 –21 II 1945;
- Generalmajor Richard Bazing 21 II 1945 – 8 V 1945;